# Indiana Jones (rollenspel)
Er bestaan rollenspelen gebaseerd op de Indiana Jonesfranchise. Het eerste spel is The Adventures of Indiana Jones Role-Playing Game, uitgebracht door TSR, Inc. in 1984. Tien jaar later verscheen The World of Indiana Jones, uitgebracht door West End Games.

## Geschiedenis
Het eerste spel werd uitgebracht in 1984. De boeken van het spel zijn momenteel niet meer in omloop. De publicatie stopte toen TSR zijn rechten op Indiana Jones verloor. Alle niet-verkochte exemplaren van het spel zijn toen vernietigd. Overblijfselen van de verbrande spellen zijn later verwerkt in een kleine piramidevormige trofee die nu bekendstaat als de "Diana Jones Award for Excellence in Gaming".
Een gehele nieuwe interpretatie van het rollenspel werd geproduceerd in 1994 door West End Games (WEG).

## Omgeving
Beide spellen spelen zich af in de jaren 30 van de 20e eeuw, net als de originele drie bioscoopfilms. Spelers kunnen verschillende punten uit deze periode kiezen als locatie.

## Achtergrond

### TSR
Het TSR-spel was bedoeld voor 2 tot 8 spelers. Het spel wordt geleid door een gamemaster die de situaties en missies bepaalt. Het spel kent verschillende pakketten, waarin duidelijk aangegeven wordt welke personages deel kunnen nemen aan een specifiek avontuur. Ook leveren deze pakketten informatie over alle personages zoals hun sterke en zwakke kanten.
De TSR-versie kent zeven vaste personages uit de films: Indiana Jones, Marion Ravenwood, Short Round, Willie Scott, Sallah, Jock Lindsay, of Wu Han.
Elk personage heeft verschillende attributen die de basisfactoren in het spel bepalen: kracht, beweging, bekwaamheid, wilskracht, instinct en aantrekkelijkheid. Indien een speler zijn personage een handeling wil laten uitvoeren, dient eerst te worden gekeken of dit wel haalbaar is gezien de eigenschappen van dat personage.
De meeste thema’s in het spel spelen zich af rond de films en strips, en draaien om Indiana Jones en zijn volgelingen die voorwerpen van grote archeologische waarde opsporen terwijl ze nazi's, rivaliserende archeologen, kwaadwillige inboorlingen, gangsters en andere gevaren trotseren. Veel van de uitgebrachte modules geven geen specifiek jaar waarin een avontuur plaatsvindt.

### West End Games
WEG’s versie van het rollenspel hanteert het Masterbooksysteem. In tegenstelling tot het TSR-spel kan men in het WEG-spel zelf een personage samenstellen en is men niet gebonden aan vooraf bepaalde personages.

### Adventure packs
- IJ1 - Indiana Jones and the Temple of Doom Adventure Pack. Tracy Hickman & Michael Dobson (TSR, 1984)
- IJ2 - Raiders of the Lost Ark Adventure Pack. Douglas Niles (TSR, 1984)
- IJ3 - Indiana Jones, Crystal Death. Tracy Hickman (TSR, 1984)
- IJ4 - Indiana Jones, the Golden Goddess. Ed Carmien (TSR, 1985)
- IJ5 - Indiana Jones, Nepal Nightmare Adventure Pack. Marlene Weigel (TSR, 1985)
- IJ6 - Indiana Jones, Fourth Nail Adventure Pack. Tracy Hickman (TSR, 1985)

### Accessory packs
- IJAC1 - Indiana Jones, Judge's Survival Johnson, Harold. (TSR, 1985)

### Andere modules
- Indiana Jones and the Rising Sun. Bill Olmesdahl & David Pulver (WEG, 1994)
- Raiders of the Lost Ark. Peter Schweighofer (WEG, 1994)
- Indiana Jones and the Tomb of the Templars. Ken Cliffe, Greg Farshtey & Teeuwynn Woodruff (WEG, 1995)
- Indiana Jones and the Lands of Adventure. Sanford Berenberg, Bill Smith & John Terra (WEG, 1995)
- Indiana Jones and the Golden Vampires. James Estes, Evan Jamieson, Brian Sean Perry & Lisa Smedman (WEG, 1995)
- Indiana Jones and the Temple of Doom. Adam Gratun, Evan Jamieson, Richard Meyer (WEG, 1996)
- Indiana Jones Adventures. John Robey, Peter Schwighofer, George Strayton, Paul Sudlow, Eric S. Trautmann(WEG, 1996)
- Indiana Jones Artifacts. Scott Baron & John Terra (WEG, 1996)
- Indiana Jones and the Sky Pirates and other Tales. Greg Farshtey & John Terra (WEG, 1996)
- Indiana Jones Magic & Mysticism; The Dark Continent. Lee Garvin (WEG, 1997)